# Шарварок
Ша́рва́рок, ширварок (нім. Scharwerk — спільна робота) — додаткова до панщини феодальна повинність з будівництва і ремонту мостів, шляхів, гребель, панських будинків.
1. У Польщі, Литві, Білорусі та на Русі-Україні шарварок почали застосовувати в поміщицьких маєтках в 15 — 1-й половині 16 століть. На Лівобережжі скасовані гетьманом Богданом Хмельницьким під час національно-визвольної війни 1648—1657 років. На Правобережжі за виданими у 1847—48 царським урядом інвентарними правилами тривалість шарварку становила 3—24 робочих дні на рік з селянського двору. Ліквідовані реформою 1861 року. Після селянської реформи 1861 року шарварком називали повинності, які виконували сільські громади для ремонту доріг.
2. Напружена робота, здійснювана спільними зусиллями, гуртом.